# راين (لاعب كرة قدم)
راين (بالبرتغالية: Rayne Pinto de Assis‏) هو لاعب كرة قدم برازيلي في مركز ظهير، ولد في 17 يناير 1997 في فيتوريا في البرازيل. لعب مع نادي فيغورينسي.

## وصلات خارجية
- راين (لاعب كرة قدم) على موقع قاعدة بيانات كرة القدم.إي يو (الإنجليزية)
- راين (لاعب كرة قدم) على موقع Soccerway.com (الإنجليزية)